# Makuyuni (Moshi)
Makuyuni è una circoscrizione mista (mixed ward) della Tanzania situata nel distretto rurale di Moshi, regione del Kilimangiaro. Conta una popolazione di 22 442 abitanti (censimento 2012).